# 1954年世界大賽
1954的世界大賽是由代表美聯的克里夫蘭印地安人與代表國聯的紐約巨人在世界大賽中對決。雖然印地安人拿下隊史新高的單季111勝，不過最後是由巨人以4連勝橫掃印地安人，拿下世界大賽冠軍。
威利·梅斯在世界大賽第1場送出了經典的關鍵接殺，隔年才開始頒發的世界大賽MVP獎項日後因此冠上了威利·梅斯的名字。不過這一年的貝比魯斯獎得主是Dusty Rhodes，他雖然僅僅打了7個打席，但他的壘打數（10）和打點（7）居然都是全隊最多的，扣掉一次被敬遠，他6個打數敲出4支安打，包含全隊僅有的兩發全壘打，而且在每一場比賽都有打點（他只打了前三場），其中第1場更是敲出代打再見全壘打。
第2場比賽也是Polo Grounds的最後一場世界大賽，因為巨人隊後來在1958年搬遷至舊金山，而他們也一直到2010年才拿下世界大賽冠軍。而第4場比賽也是在克里夫蘭體育場的最後一場世界大賽，因為他們一直到1995年才又闖進世界大賽。
而這年美式足球的克里夫蘭布朗和底特律雄獅原本在10月3日會於克里夫蘭體育場進行比賽，不過也因為世界大賽的緣故而延後至12月19日。
總教練：里歐·德羅許爾（巨人）、艾爾·羅培茲（印地安人）。
裁判：（國聯）、（美聯）、（國聯）、（美聯）、（國聯）、（美聯）。

## 總結
國聯 紐約巨人（4）- 美聯 克里夫蘭印地安人（0）
| 場次 | 比數                         | 日期    | 地點           | 觀眾  |
| ---- | ---------------------------- | ------- | -------------- | ----- |
| 1    | 印地安人 2，巨人 5(延長10局) | 9月29日 | 波羅球場       | 52751 |
| 2    | 印地安人 1，巨人 3           | 9月30日 | 波羅球場       | 49099 |
| 3    | 巨人 6，印地安人 2           | 10月1日 | 克里夫蘭體育場 | 71555 |
| 4    | 巨人 7，印地安人 4           | 10月2日 | 克里夫蘭體育場 | 78102 |

## 逐場結果

### 第一戰：9月29日
| 克里夫蘭印地安人                                                                                     | 2 | 0 | 0 | 0 | 0 | 0 | 0 | 0 | 0 | 0 | 2 | 8 | 0 |
| 紐約巨人                                                                                             | 0 | 0 | 2 | 0 | 0 | 0 | 0 | 0 | 0 | 3 | 5 | 9 | 3 |
| 勝投： Marv Grissom (1–0) 敗投： Bob Lemon (0–1) 全壘打： 印地安人：無 巨人：Dusty Rhodes (10下,3分) |   |   |   |   |   |   |   |   |   |   |   |   |   |

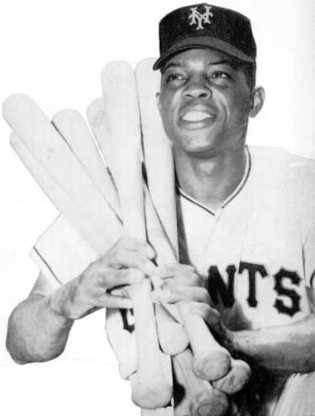
威利·梅斯

印地安人隊的首名打者Al Smith在第一局就靠著觸身球上壘。而Vic Wertz也擊出2分打點的三壘安打幫助球隊先馳得點。
落後兩分的巨人在3局下展開攻勢，Don Mueller先擊出滾地球讓球隊打破鴨蛋，Hank Thompson再敲出安打幫助巨人追平比數。
8局上，印地安人第一位打者Larry Doby先選到了保送，Al Rosen打出內野安打攻佔一二壘。此時巨人隊換上了左投Don Liddle要來對付今天已經猛打賞的左打者Vic Wertz，隨後Wertz擊出中外野深遠飛球，結果中外野手威利·梅斯一邊追著球並且背對著球將其接殺出局，他甚至還在撞到牆上之前把球傳回內野阻止跑者推進。據估計，這顆飛球的飛行距離遠達420英尺（約130公尺），若以現今的棒球場來看，這顆飛球一定會變成全壘打（實際上，這個球在當時大部分的球場也都會變成全壘打），不過由於當時巨人主場Polo Grounds的中外野最短的地方是425英尺，甚至還有一處深達483英尺（約147公尺）的凹口，所以Wertz的飛球最後只能落在場內。如果二壘上的Larry Doby一開始留在壘包上等梅斯接到球之後再起跑，這個飛球的距離很可能足夠讓他連跑兩個壘包得分，但因為他沒想到梅斯會接到這個球，所以打者一打中球他就衝出去了，導致他必須先花一點時間回到二壘，最後他仍然稍微推進至三壘。儘管沒有掉分可能是帶有一點運氣的成分，但梅斯還是做出了高難度的接殺，這一幕也成為了棒球史上最精采的一瞬間。巨人又換上了右投手Marv Grissom要來抓印地安人接下來的三位右打者，不過印地安人也馬上派出了幾位左打者代打來反制，Grissom一上來就保送了印地安人的代打Dale Mitchell讓印地安人攻佔滿壘，不過後面兩棒分別遭到三振和擊出飛球出局，兩隊因此2比2戰到延長賽。
10局下，梅斯在一出局時選到了保送並盜上二壘，此時印地安人索性敬遠了下一棒Hank Thompson要抓今天毫無建樹的Monte Irvin，但巨人隊換上的代打Dusty Rhodes擊出一支僅僅只有300英尺的右外野方向再見3分砲，Bob Lemon則是主投9.1局苦吞完投敗。

### 第二戰：9月30日
| 克里夫蘭印地安人 | 1 | 0 | 0 | 0 | 0 | 0 | 0 | 0 | 0 | 1 | 8 | 0 |
| 紐約巨人 | 0 | 0 | 0 | 0 | 2 | 0 | 1 | 0 | X | 3 | 4 | 0 |
| 勝投： Johnny Antonelli (1–0) 敗投： 厄里·溫恩 (0–1) 全壘打： 印地安人：Al Smith (1上,1分) 巨人：Dusty Rhodes (7下,1分) |   |   |   |   |   |   |   |   |   |   |   |   |

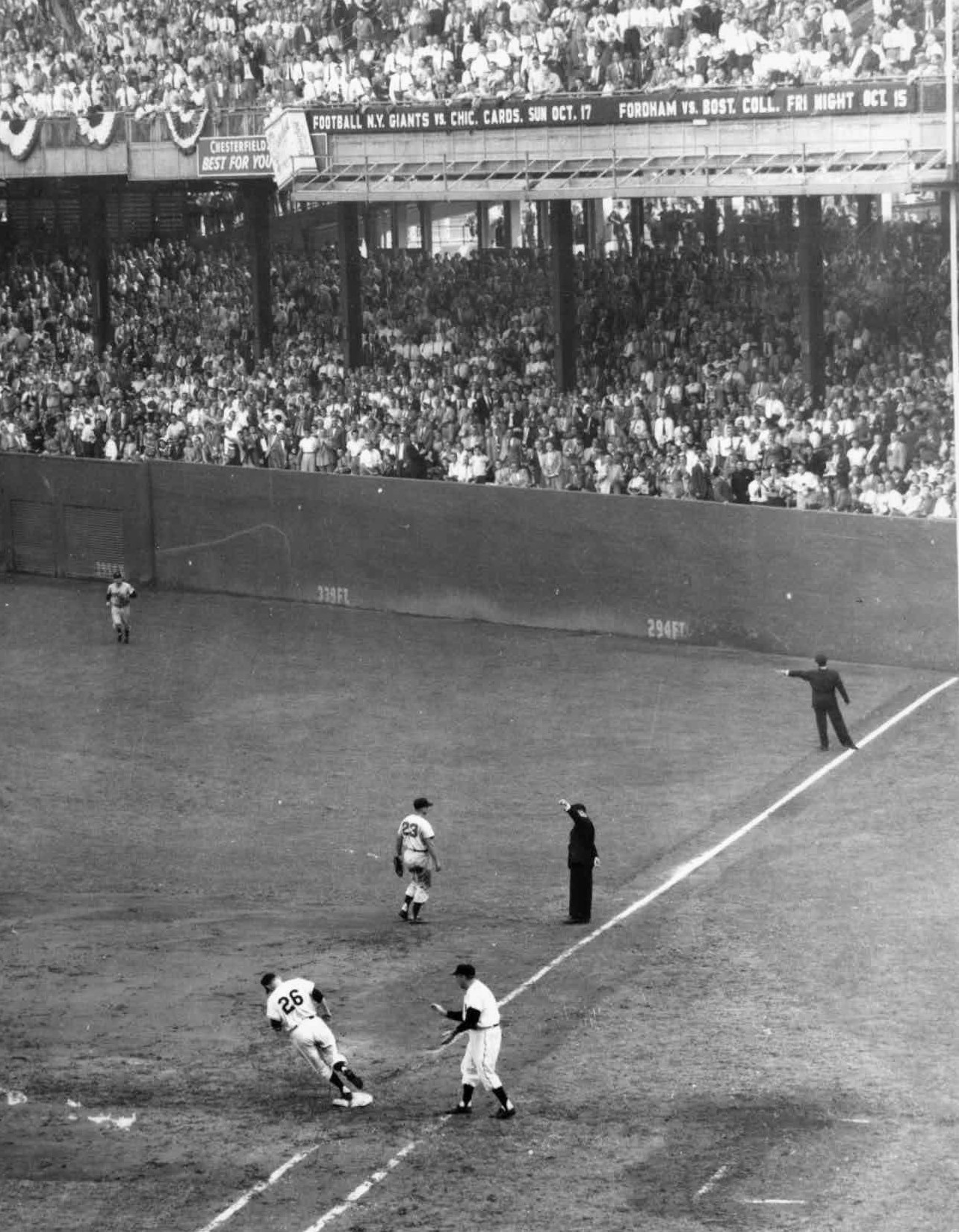
達斯提·羅德斯 (Dusty Rhodes)在第二戰7局下敲出全壘打的跑壘畫面

繼上一場被觸身球後，Al Smith直接在首打席將球送出全壘打牆，印地安人取得1比0領先。
5局下，Dusty Rhodes敲出安打幫助巨人追平比數。之後投手Johnny Antonelli在滿壘時敲出滾地球，不過他避免掉了雙殺，巨人取得2比1領先。
7局下，Dusty Rhodes再度建功，他敲出了一支陽春砲讓巨人拿下第3分。Johnny Antonelli雖然在第一局就被敲轟失分，不過整場比賽他送出9次三振，並且沒有再掉任何分數，最後順利拿下完投勝。

### 第三戰：10月1日
| 紐約巨人 | 1 | 0 | 3 | 0 | 1 | 1 | 0 | 0 | 0 | 6 | 10 | 1 |
| 克里夫蘭印地安人 | 0 | 0 | 0 | 0 | 0 | 0 | 1 | 1 | 0 | 2 | 4  | 2 |
| 勝投： Ruben Gomez (1–0) 敗投： Mike Garcia (0–1) 救援成功： Hoyt Wilhelm (1) 全壘打： 巨人：無 印地安人：Vic Wertz (7下,1分) |   |   |   |   |   |   |   |   |   |   |    |   |

巨人在第一局就先靠著安打串聯拿下一分。3局上，Dusty Rhodes和Davey Williams分別敲出安打和靠著對方守備失誤拿下3分。5局上和6局上，巨人分別靠著Wes Westrum還有威利·梅斯的一壘安打取得6比0領先。
7局下，首戰被沒收關鍵安打的Vic Wertz終於開轟，幫助印地安人打破鴨蛋。8局下，Bill Glynn敲出二壘安打，推進到三壘後再靠著巨人隊的失誤跑回第2分。不過最後巨人還是以6比2拿下3連勝聽牌優勢。

### 第四戰：10月2日
| 紐約巨人 | 0 | 2 | 1 | 0 | 4 | 0 | 0 | 0 | 0 | 7 | 10 | 3 |
| 克里夫蘭印地安人 | 0 | 0 | 0 | 0 | 3 | 0 | 1 | 0 | 0 | 4 | 6  | 2 |
| 勝投： Don Liddle (1–0) 敗投： Bob Lemon (0–2) 救援成功： Johnny Antonelli (1) 全壘打： 巨人：無 印地安人：Hank Majeski (5下,3分) |   |   |   |   |   |   |   |   |   |   |    |   |

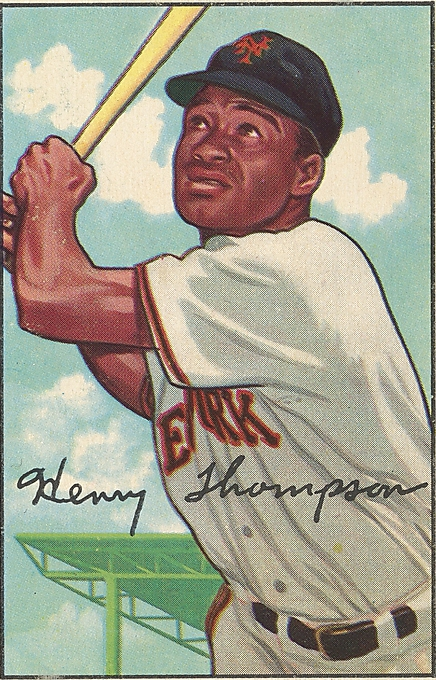
漢克·湯普森 (Hank Thompson)

2局上，Hank Thompson獲得保送，蒙提·厄文擊出二壘安打，隨後他們利用隊友推進和對方失誤得到2分。3局上，巨人又靠著連續3支安打送回一分。
5局上，Bob Lemon在製造無人出局滿壘的危機時退場，印地安人趕緊推上強投哈爾·紐豪瑟止血，結果紐豪瑟先投出保送又被敲安失3分退場。最後巨人在5局上攻下4分大局。
5局下，印地安人靠著Hank Majeski的3分砲力挽狂瀾。7局下，他們單局敲出3支安打攻下第4分。8局下，印地安人在一出局時攻佔一三壘，不過巨人派出Johnny Antonelli，而他也連續送出2次三振化解危機。
最後印地安人無法突破Antonelli的封鎖，以4比7輸球，巨人也以4連勝拿下世界大賽冠軍。

## 外部連結
- Almanac網站上關於1954年世界大賽的頁面（页面存档备份，存于）
- MLB官網裡的1954年世界大賽頁面（页面存档备份，存于）
- Reference網站上關於1954年世界大賽的頁面（页面存档备份，存于）
- 1954年世界大賽逐場比賽結果以及每一球詳細紀錄[]